# Singcsont

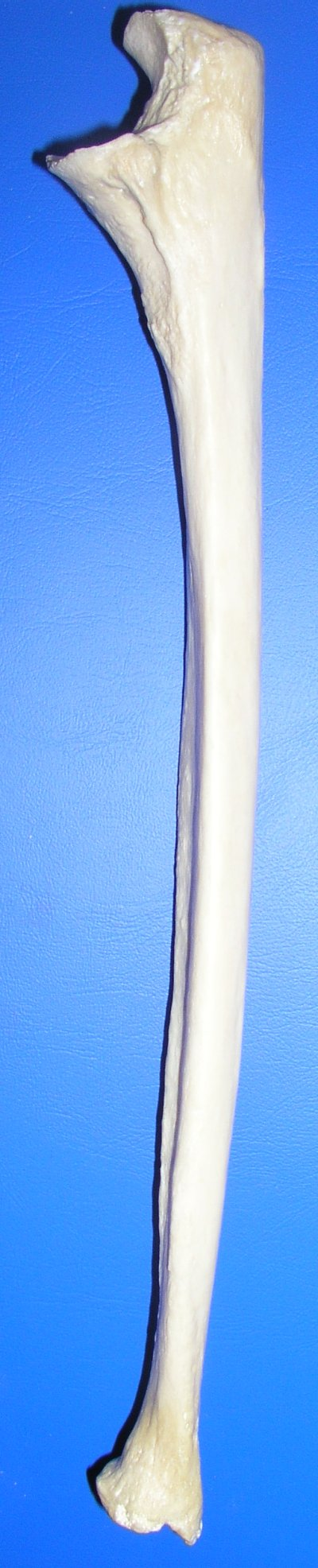

A singcsont (ulna) hosszú csöves csont, amely az alkar mediális részén helyezkedik el az orsócsonttal (radius) párhuzamosan. 

## Ízületei
- A felkarcsonthoz (humerus) a könyök kialakításával kapcsolódik.
- Az orsócsonttal (radius) egy articulatio trochoideával áll kapcsolatban, amely megengedi, hogy az orsócsont körbe forogja a singcsontot borintás közben.
- Az orsócsont alsó részénél a incisura ulnaris radiival kapcsolódik a két csont.
- A két csont között található a membrana interossea antebrachii, és így létrejön a syndesmosis.

## Proximalis és distalis helyzete
Az ulna proximalis nézetből szélesebb mint distalis nézetből.
Proximalis állásnál csontos nyúlványa a könyöknyúlvány (olecranon), amely a fossa olecraniba csatlakozik be, amely a felkarcsonton található. A trochlea humerivel közösen alkotják a könyök ízületet. A radiuson található incisura radialis ulnae a caput radiin található, és itt csatlakozik a két csont. Az ulnan található  a tuberositas ulnae nevű dudoros rész, amely az izmok tapadását segítik elő. Közel a kézhez található a processus styloideus ulnae distalisan.